# انجمن علوم آبادسازی آمریکا
انجمن علوم آبادسازی آمریکا (به انگلیسی: American Society of Reclamation Sciences؛ مخفف: ASRS) که قبلاً انجمن معدن و آبادسازی آمریکا (به انگلیسی: American Society of Mining and Reclamation؛ مخفف: ASMR) نام داشت، انجمنی است که در حوزهٔ فناوری تحقیق کرده و با انتقال فناوری، به پیشرفت علوم پایه و کاربردی آبادسازی سرزمین زمین کمک می‌کند. این انجمن یک انجمن حرفه‌ای مستقر در ایالات متحده است که اعضای آن را دانشگاهیان، دانشجویان، مشاوران و سایر افراد مرتبط با کاهش اثرات زیست‌محیطی تشکیل می‌دهند. این سازمان در ابتدا بر توسعه شیوه‌ها و سیاست‌های معدن‌کاری و احیا برای کاهش اثرات زیست‌محیطی ناشی از معدن‌کاری زغال‌سنگ تمرکز داشت. این سازمان امروزه بر تمام جنبه‌های آبادسازی زمین، حفاظت و بهبود منابع خاک و آب، زمین‌های معادن متروکه، تغییر اقلیم، اطلاع‌رسانی آموزشی، مقررات ایالتی و فدرال، برنامه‌ریزی احیا، احیای آب‌های سطحی، احیای تالاب‌ها و تصفیه آب تمرکز دارد.

## تاریخچه

### دههٔ ۱۹۶۰
در اواخر دههٔ ۱۹۶۰، چندین نفر به اهمیت نقش تحقیقات در توسعهٔ شیوه‌ها و سیاست‌های معدن‌کاری و آبادسازی و همچنین کاهش اثرات زیست‌محیطی ناشی از معدن‌کاری پی بردند. در سال ۱۹۶۸ یک شورای مشورتی تشکیل شد که شامل سازمان‌های ایالتی و فدرال می‌شد. بیل پلاس، دیک وندی لیند و بن گرین مسئول ایجاد این سازمان بودند که در سال ۱۹۷۳ به صورت منطقه‌ای گسترش یافت. پس از گسترش جغرافیایی بیشتر، در سال ۱۹۷۸ نام سازمان به شورای تحقیقات آبادسازی آمریکا تغییر یافت.

### دههٔ ۱۹۸۰
این سازمان با افزایش علاقه به آبادسازی در سطح ملی پس از تصویب قانون فدرال کنترل و احیای معادن سطحی در سال ۱۹۷۷، دامنهٔ فعالیت خود را در سطح ملی گسترش داد و در سال ۱۹۸۲ نام خود را به انجمن معدن‌کاری سطحی و آبادسازی آمریکا (ASSMR) تغییر داد.

### دههٔ ۱۹۹۰
دکتر ریچارد (دیک) بارنیزل، استاد زراعت و زمین‌شناسی در دانشگاه کنتاکی، به عنوان دومین دبیر اجرایی انجمن (۱۹۹۹–۲۰۱۲) خدمت کرد. او در آبادسازی زمین‌های مرغوبی که به واسطهٔ معدن‌کاری زغال‌سنگ تخریب شده بودند، تخصص داشت و بیش از ۵۰ مقاله در مورد آبادسازی زمین‌ها منتشر کرد.

### دههٔ ۲۰۰۰
در سال ۲۰۰۱، باز هم نام انجمن تغییر یافت تا بازتاب بهتری از گسترش دامنهٔ کاربردها و علایق اعضای آن باشد. انگیزهٔ اولیه برای تشکیل این انجمن، نیاز به پاسخگویی به تأثیر گستردهٔ معادن سطحی زغال‌سنگ فعلی و تاریخی در آن زمان و قانون معادن سطحی و کنترل و آبادسازی زمین‌ها که در سال ۱۹۷۷ تصویب شد، بود.
اولین شمارهٔ مجلهٔ انجمن، تحت عنوان مسائل مربوط به آبادسازی (به انگلیسی: Reclamation Matters)، در بهار ۲۰۰۴ منتشر شد. این مجله که هر دو سال یکبار منتشر می‌شود، یک مجلهٔ تمام رنگی است که مقالات آن کمتر فنی هستند و دیدگاهی از همهٔ چیزهای مربوط به آبادسازی زمین را به تصویر می‌کشند.

### دههٔ ۲۰۱۰
انجمن بین سال‌های ۱۹۸۴ تا ۲۰۱۲، مجموعه مقالات جلسات ملی را که شامل تمام ارائه‌های مرتبط بود، منتشر کرد. در سال ۲۰۱۲، مجلۀ انجمن آبادسازی آمریکا (JASMR) به عنوان جایگزینی برای مجموعه مقالات آغاز به کار کرد. این مجله در سال ۲۰۲۲، به علوم آبادسازی تغییر نام داد و به صورت دیجیتالی منتشر شد. در سال ۲۰۱۳، دکتر رابرت دارمودی، استاد بازنشستهٔ پدولوژی در دانشگاه ایلینوی، مدیر اجرایی انجمن شد.

### دههٔ ۲۰۲۰
نام این انجمن در سال ۲۰۲۰ بار دیگر به انجمن علوم آبادسازی آمریکا (ASRS) تغییر یافت تا علایق رو به گسترش آن در پاک‌سازی/ بازسازی همهٔ زمین‌ها و آب‌های تخریب‌شده توسط انسان بهتر شناخته شود.